# HD163512
HD163512 — хімічно пекулярна зоря спектрального класу A4, що має видиму зоряну величину в смузі V приблизно  7,5.
Вона  розташована на відстані близько 427,5 світлових років від Сонця.